# مصطفى باشا النقاش
مصطفى باشا النقاش سياسي عثماني شغل منصب والي مصر منذ 1640 حتى 1642.